# Vestiário
Vestiário (português brasileiro) ou Balneário (português europeu) (do latim, vestiarius) é uma sala ou qualquer outro local devidamente equipado onde se pode tomar banho, trocar de roupa e guardar pertences pessoais temporariamente. Os vestiários são muito comuns em clubes esportivos, piscinas, ginásios, empresas, academias de ginástica e em quaisquer outros locais em que é necessário a troca de roupa.

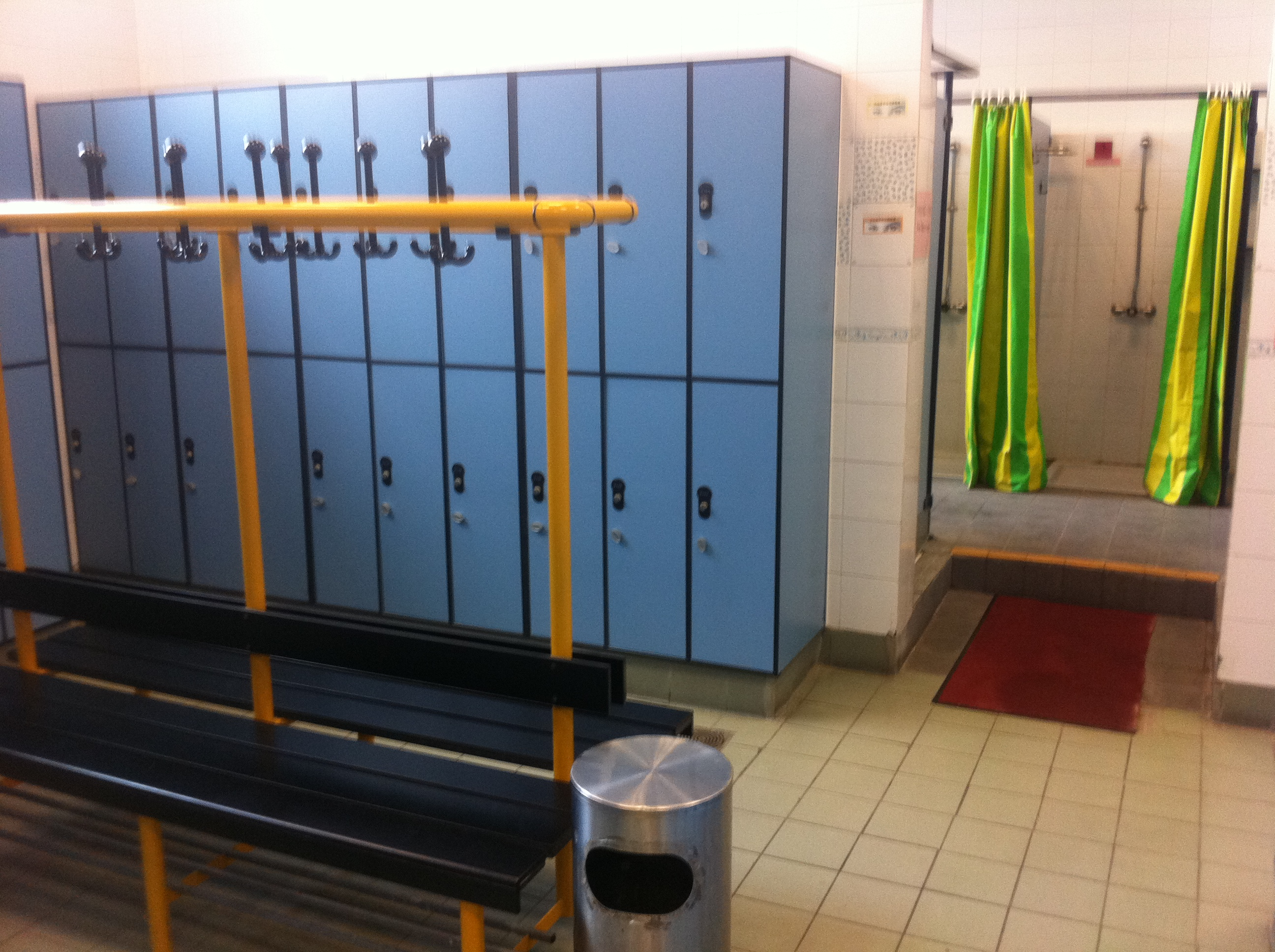
Um vestiário em Hong Kong

Os vestiários são normalmente segregados por género, comumente equipados armários ou nichos, chuveiros, bancos e cabides para roupas.
Com o mesmo nome designam-se os anexos aos tribunais onde os magistrados guardam suas vestes de trabalho e também os cubículos para prova de roupa em lojas que a vendem.